# Kephalhämatom

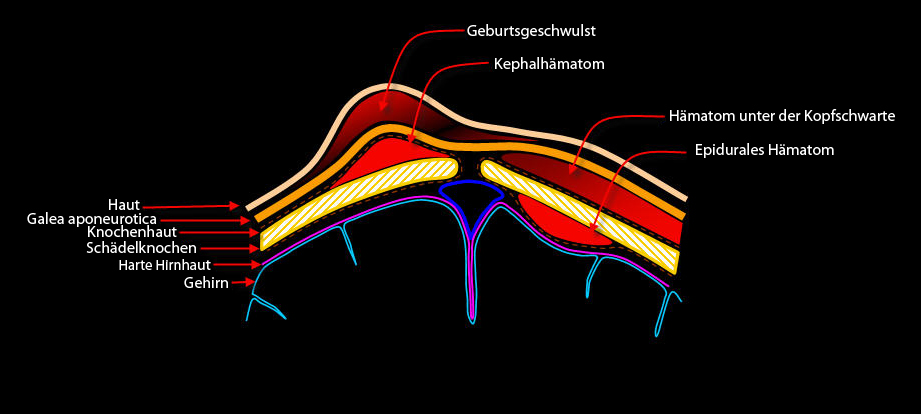
Schematische Darstellung verschiedener Schädel-Hämatome

Ein Kephalhämatom (von altgr. κεφαλή Kopf und αἷμα Blut) ist ein Bluterguss (Hämatom) unter der Knochenhaut eines Schädelknochens, meistens des Scheitelbeins beim Neugeborenen, das durch die Einwirkung von Scherkräften während der Geburt verursacht wird. 

## Mechanismus
Die Scherkräfte während der Geburt führen dazu, dass die äußere Knochenhaut sich gegenüber der Schädeldecke verschiebt. Dabei zerreißen kleine Blutgefäße in der Knochenhaut und das Blut läuft zwischen Schädelknochen und Knochenhaut. Es entsteht innerhalb weniger Tage eine deutliche Schwellung am Kopf des Kindes. Da die Knochenhaut am Rand der Schädelknochen angeheftet ist, ist das Kephalhämatom stets durch die Schädelnähte begrenzt.
Im Unterschied dazu überschreitet die Geburtsgeschwulst diese meistens. Gelegentlich besteht eine kleine Fissur oder unvollständige Fraktur des Schädelknochens. Als Komplikationen können eine verstärkte Neugeborenengelbsucht oder eine Blutarmut auftreten. Die Resorption erfolgt im Laufe von einigen Wochen bis Monaten häufig in Form einer Verknöcherung vom Rand her, die in der Mitte eine weichere Vertiefung aufweist und mit einer Impressionsfraktur verwechselt werden kann.

## Therapie
Eine Therapie etwa durch Punktion ist nicht nur unnötig, da sich das Hämatom von alleine zurückbildet, sondern kann sogar zu vermehrten Komplikationen in Form von Infektion durch die Punktion oder Eisenmangel (da das Hämatom nicht mehr vom Körper resorbiert und das Eisen für die Blutherstellung genutzt werden kann) führen.
Bei ausgeprägten Kephalhämatomen kann sich ein Neugeborenenikterus entwickeln. Deshalb sind in diesem Fall regelmäßige Bilirubinkontrollen und bei Hyperbilirubinämie gegebenenfalls eine Fototherapie indiziert.